# Pleurolabus australis
Pleurolabus australis es una especie de coleóptero de la familia Attelabidae.

## Distribución geográfica
Habita en Sudáfrica.